# حوض‌انبار سنو
حوض‌انبار سنو مربوط به دوره صفوی است و در شهرستان گناباد، روسنای سنو واقع شده و این اثر در تاریخ ۱ آذر ۱۳۸۸ با شمارهٔ ثبت ۲۸۱۰۹ به‌عنوان یکی از آثار ملی ایران به ثبت رسیده است.